# Insula comorilor
Insula comorilor este un film românesc din 1975 regizat de Sergiu Nicolaescu, Gilles Grangier. Rolurile principale au fost interpretate de actorii Marc di Napoli, Werner Pochath, Frantz Seidenschwan. Versiunea de film realizată în România a serialului Doi ani de vacanță s-a numit Pirații din Pacific și Insula comorilor (1976).

## Distribuție
Distribuția filmului este alcătuită din:
- Nucu Păunescu — Walston
- Constantin Nedelcu — Baxter
- Dominique Planchot — Gordon
- Ștefan Cristea — Garnett
- Cristian Șofron — Service
- Rainer Basedow — Pike
- Horia Pavel — Wilcox
- Werner Pochath — Forbes
- Dan Nasta — Baudouin
- Bogdan Untaru — Iverson
- Frantz Seidenschwan — Dick Sand
- Marc di Napoli — Doniphan